# Quick-Step Floors/Saison 2017
Diese Liste beschreibt die Mannschaft und die Erfolge des Radsportteams Quick-Step Floors in der Saison 2017.

## Erfolge in der UCI WorldTour
In den Rennen der Saison 2017 der UCI WorldTour gelangen die nachstehenden Erfolge.
| Datum         | Rennen                          | Sieger             |
| ------------- | ------------------------------- | ------------------ |
| 24. Februar   | 2. Etappe Abu Dhabi Tour        | Marcel Kittel      |
| 8. März       | 4. Etappe Paris-Nizza (EZF)     | Julian Alaphilippe |
| 12. März      | 8. Etappe Paris-Nizza           | David de la Cruz   |
| 13. März      | 6. Etappe Tirreno-Adriatico     | Fernando Gaviria   |
| 22. März      | Dwars door Vlaanderen           | Yves Lampaert      |
| 2. April      | Flandern-Rundfahrt              | Philippe Gilbert   |
| 5. April      | 3. Etappe Baskenland-Rundfahrt  | David de la Cruz   |
| 16. April     | Amstel Gold Race                | Philippe Gilbert   |
| 7. Mai        | 3. Etappe Giro d’Italia         | Fernando Gaviria   |
| 10. Mai       | 5. Etappe Giro d’Italia         | Fernando Gaviria   |
| 14. Mai       | 1. Etappe Kalifornien-Rundfahrt | Marcel Kittel      |
| 18. Mai       | 12. Etappe Giro d’Italia        | Fernando Gaviria   |
| 19. Mai       | 13. Etappe Giro d’Italia        | Fernando Gaviria   |
| 21. Mai       | 15. Etappe Giro d’Italia        | Bob Jungels        |
| 11. Juni      | 2. Etappe Tour de Suisse        | Philippe Gilbert   |
| 2. Juli       | 2. Etappe Tour de France        | Marcel Kittel      |
| 6. Juli       | 6. Etappe Tour de France        | Marcel Kittel      |
| 7. Juli       | 7. Etappe Tour de France        | Marcel Kittel      |
| 11. Juli      | 10. Etappe Tour de France       | Marcel Kittel      |
| 12. Juli      | 11. Etappe Tour de France       | Marcel Kittel      |
| 20. August    | 2. Etappe Vuelta a España       | Yves Lampaert      |
| 22. August    | 4. Etappe Vuelta a España       | Matteo Trentin     |
| 26. August    | 8. Etappe Vuelta a España       | Julian Alaphilippe |
| 29. August    | 10. Etappe Vuelta a España      | Matteo Trentin     |
| 1. September  | 13. Etappe Vuelta a España      | Matteo Trentin     |
| 10. September | 21. Etappe Vuelta a España      | Matteo Trentin     |
| 19. Oktober   | 1. Etappe Tour of Guangxi       | Fernando Gaviria   |
| 20. Oktober   | 2. Etappe Tour of Guangxi       | Fernando Gaviria   |
| 21. Oktober   | 3. Etappe Tour of Guangxi       | Fernando Gaviria   |
| 24. Oktober   | 6. Etappe Tour of Guangxi       | Fernando Gaviria   |

## Erfolge in der UCI America Tour
In den Rennen der Saison 2017 der UCI America Tour gelangen die nachstehenden Erfolge.
| Datum      | Rennen                                 | Kat. | Sieger              |
| ---------- | -------------------------------------- | ---- | ------------------- |
| 23. Januar | 1. Etappe Vuelta Provincia de San Juan | 2.1  | Fernando Gaviria    |
| 24. Januar | 2. Etappe Vuelta Provincia de San Juan | 2.1  | Tom Boonen          |
| 26. Januar | 4. Etappe Vuelta Provincia de San Juan | 2.1  | Fernando Gaviria    |
| 28. Januar | 6. Etappe Vuelta Provincia de San Juan | 2.1  | Maximiliano Richeze |
| 29. Januar | 7. Etappe Vuelta Provincia de San Juan | 2.1  | Maximiliano Richeze |

## Erfolge in der UCI Asia Tour
In den Rennen der Saison 2017 der UCI Asia Tour gelangen die nachstehenden Erfolge.
| Datum                   | Rennen                   | Kat. | Sieger        |
| ----------------------- | ------------------------ | ---- | ------------- |
| 31. Januar              | 1. Etappe Dubai Tour     | 2.HC | Marcel Kittel |
| 1. Februar              | 2. Etappe Dubai Tour     | 2.HC | Marcel Kittel |
| 4. Februar              | 5. Etappe Dubai Tour     | 2.HC | Marcel Kittel |
| 31. Januar – 5. Februar | Gesamtwertung Dubai Tour | 2.HC | Marcel Kittel |

## Erfolge in der UCI Europe Tour
In den Rennen der Saison 2017 der UCI Europe Tour gelangen die nachstehenden Erfolge.
| Datum         | Rennen                               | Kat. | Sieger           |
| ------------- | ------------------------------------ | ---- | ---------------- |
| 15. Februar   | 1. Etappe Algarve-Rundfahrt          | 2.HC | Fernando Gaviria |
| 16. Februar   | 2. Etappe Algarve-Rundfahrt          | 2.HC | Daniel Martin    |
| 28. März      | 1. Etappe Drei Tage von De Panne     | 2.HC | Philippe Gilbert |
| 30. März      | 3a. Etappe Drei Tage von De Panne    | 2.HC | Marcel Kittel    |
| 28.–30. März  | Gesamtwertung Drei Tage von De Panne | 2.HC | Philippe Gilbert |
| 5. April      | Scheldeprijs                         | 1.HC | Marcel Kittel    |
| 18. Juni      | 5. Etappe Ster ZLM Toer              | 2.1  | Marcel Kittel    |
| 2. August     | 2. Etappe Burgos-Rundfahrt           | 2.HC | Matteo Trentin   |
| 26. August    | Omloop Mandel-Leie-Schelde Meulebeke | 1.1  | Iljo Keisse      |
| 6. September  | 4. Etappe Tour of Britain            | 2.HC | Fernando Gaviria |
| 15. September | Kampioenschap van Vlaanderen         | 1.1  | Fernando Gaviria |
| 16. September | Grote Prijs Impanis-Van Petegem      | 1.HC | Matteo Trentin   |
| 8. Oktober    | Paris-Tours                          | 1.HC | Matteo Trentin   |

## Erfolge bei den Nationalen Straßen-Radsportmeisterschaften
In den Rennen zu den Nationalen Straßen-Radsportmeisterschaften 2017 gelangen die nachstehenden Erfolge.
| Datum     | Rennen                                           | Sieger        |
| --------- | ------------------------------------------------ | ------------- |
| 6. Januar | Neuseeländische Meisterschaft – Einzelzeitfahren | Jack Bauer    |
| 22. Juni  | Belgische Meisterschaft – Einzelzeitfahren       | Yves Lampaert |
| 25. Juni  | Tschechische Meisterschaft – Straßenrennen       | Zdenek Stybar |
| 25. Juni  | Luxemburger Meisterschaft – Straßenrennen        | Bob Jungels   |

## Zugänge – Abgänge
| Zugänge               | Team 2016                   | Abgänge                  | Team 2017              |
| --------------------- | --------------------------- | ------------------------ | ---------------------- |
| Jack Bauer            | Cannondale Pro Cycling Team | Maxime Bouet             | Fortuneo-Vital Concept |
| Eros Capecchi         | Astana Pro Team             | Rodrigo Contreras        | Coldeportes-Zenú       |
| Rémi Cavagna          | Klein Constantia            | Nikolas Maes             | Lotto Soudal           |
| Tim Declercq          | Topsport Vlaanderen-Baloise | Tony Martin              | Team Katusha Alpecin   |
| Dries Devenyns        | IAM Cycling                 | Gianni Meersman          | Ende der Karriere      |
| Philippe Gilbert      | BMC Racing Team             | Guillaume Van Keirsbulck | Wanty-Groupe Gobert    |
| Enric Mas             | Klein Constantia            | Stijn Vandenbergh        | AG2R La Mondiale       |
| Maximilian Schachmann | Klein Constantia            | Carlos Verona            | Orica-Scott            |
|                       |                             | Łukasz Wiśniowski        | Team Sky               |

## Mannschaft
| Teamkader 2017                                         | Teamkader 2017     | Teamkader 2017 | Teamkader 2017                                      |
| Name                                                   | Geburtsdatum       | Land           | Vorheriges Team                                     |
| ------------------------------------------------------ | ------------------ | -------------- | --------------------------------------------------- |
| Julian Alaphilippe                                     | 11. Juni 1992      | Frankreich     | Etixx-iHNed (2013)                                  |
| Jack Bauer                                             | 7. April 1985      | Neuseeland     | Cannondale-Drapac (2016)                            |
| Tom Boonen (1. Jan.–10. Apr., Anm.)                    | 15. Oktober 1980   | Belgien        | US Postal Service (2002)                            |
| Gianluca Brambilla                                     | 22. August 1987    | Italien        | Colnago-CSF Inox (2012)                             |
| Eros Capecchi                                          | 13. Juni 1986      | Italien        | Astana (2016)                                       |
| Rémi Cavagna                                           | 10. August 1995    | Frankreich     | Klein Constantia (2016)                             |
| David de la Cruz                                       | 6. Mai 1989        | Spanien        | NetApp-Endura (2014)                                |
| Laurens De Plus                                        | 4. September 1995  | Belgien        | Lotto-Soudal U23 (2015)                             |
| Tim Declercq                                           | 21. März 1989      | Belgien        | Topsport Vlaanderen-Baloise (2016)                  |
| Dries Devenyns                                         | 22. Juli 1983      | Belgien        | IAM Cycling (2016)                                  |
| Fernando Gaviria                                       | 19. August 1994    | Kolumbien      | Coldeportes-Claro (2015)                            |
| Philippe Gilbert                                       | 5. Juli 1982       | Belgien        | BMC Racing Team (2016)                              |
| Bob Jungels                                            | 22. September 1992 | Luxemburg      | Trek Factory Racing (2015)                          |
| Iljo Keisse                                            | 21. Dezember 1982  | Belgien        | Topsport Vlaanderen-Mercator (2009)                 |
| Marcel Kittel                                          | 11. Mai 1988       | Deutschland    | Giant-Alpecin (2015)                                |
| Yves Lampaert                                          | 10. April 1991     | Belgien        | Topsport Vlaanderen-Baloise (2014)                  |
| Daniel Martin                                          | 20. August 1986    | Irland         | Cannondale-Garmin (2015)                            |
| Davide Martinelli                                      | 31. Mai 1993       | Italien        | Colpack (2015)                                      |
| Enric Mas                                              | 7. Januar 1995     | Spanien        | Klein Constantia (2016)                             |
| Maximiliano Richeze                                    | 7. März 1983       | Argentinien    | Lampre-Merida (2015)                                |
| Fabio Sabatini                                         | 18. Februar 1985   | Italien        | Cannondale (2014)                                   |
| Maximilian Schachmann                                  | 9. Januar 1994     | Deutschland    | Klein Constantia (2016)                             |
| Pieter Serry                                           | 21. November 1988  | Belgien        | Topsport Vlaanderen-Mercator (2012)                 |
| Zdeněk Štybar                                          | 11. Dezember 1985  | Tschechien     | Telenet-Fidea (2011)                                |
| Niki Terpstra                                          | 18. Mai 1984       | Niederlande    | Team Milram (2010)                                  |
| Matteo Trentin                                         | 2. August 1989     | Italien        | Marchiol-Pasta Montegrappa-Orogildo (2010)          |
| Petr Vakoč                                             | 11. Juli 1992      | Tschechien     | Etixx-iHNed (2013)                                  |
| Martin Velits                                          | 21. Februar 1985   | Slowakei       | HTC-Highroad (2011)                                 |
| Julien Vermote                                         | 26. Juli 1989      | Belgien        | Beveren 2000 (2010)                                 |
| Álvaro Hodeg (1. Aug.–31. Dez., Stagiaire)             | 16. September 1996 | Kolumbien      | Coldeportes-Zenú (2017)                             |
| Przemysław Kasperkiewicz (1. Aug.–31. Aug., Stagiaire) | 1. März 1994       | Polen          | Klein Constantia (2016) missing qualifiers by rider |
|                                                        |                    |                |                                                     |
| Quellen: ProCyclingStats Cycling Quotient              |                    |                |                                                     |

Anmerkung: Tom Boonen, Karriereende des Sportlers
Anmerkung: Przemysław Kasperkiewicz missing qualifiers by rider